# I Feel Love
I Feel Love è un singolo del 1977 scritto da Giorgio Moroder, Pete Bellotte e Donna Summer e interpretato da quest'ultima.
Fu il secondo estratto dal suo album I Remember Yesterday (Casablanca Records).
Giunto ai vertici delle classifiche di molti Paesi, il brano è uno dei più famosi del sodalizio artistico tra Donna Summer e Giorgio Moroder ed è accreditato di rilevante importanza per lo sviluppo di gran parte della musica da ballo elettronica.

## Composizione e registrazione

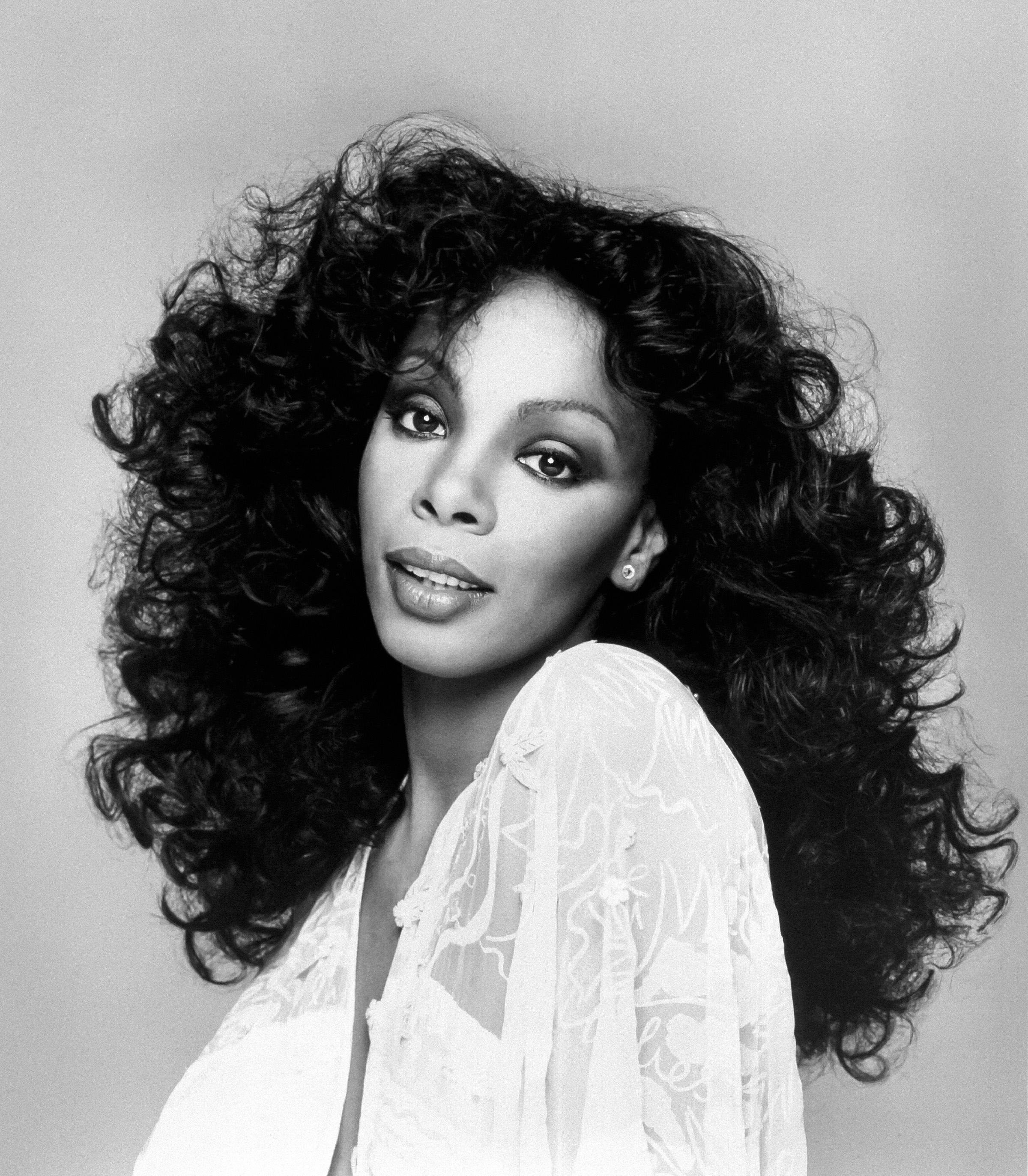
Donna Summer nel 1977

Sebbene la musica elettronica popolare godesse già di una certa notorietà grazie a pionieri della stilistica europei e americani, prima di I Feel Love la maggior parte dei brani disco music era accompagnato da un'orchestra acustica. 
A differenza di molti brani disco music dell'epoca, I Feel Love venne realizzata dapprima componendo il sottofondo e la linea di basso e successivamente la melodia, la cui tonalità venne modulata a intervalli regolari insieme alla voce di Donna Summer. Il brano, accompagnato da un ritmo di quattro quarti e linee di basso progressive, venne composto da Giorgio Moroder e Pete Bellotte servendosi di un sintetizzatore Moog. La tipologia di produzione della traccia venne presto imitata da altri musicisti.
Secondo le sue parole, il compositore altoatesino voleva realizzare un brano mai sentito prima. Stando a quanto dichiarò:

## Pubblicazione
La traccia uscì nel 1977 in formato 45 giri con Can't We Just Sit Down (And Talk It Over) come lato B. Il singolo è uscito anche in due diverse versioni in formato 12 pollici che contengono, rispettivamente, nel lato B, Love to Love You e Theme from the Deep (Down, Deep Inside). I Feel Love è la traccia conclusiva dell'album I Remember Yesterday, pubblicato lo stesso anno.

## Accoglienza
I Feel Love è entrata nella top 10 di molti paesi e si è piazzata in cima alle classifiche di Italia, Stati Uniti, Austria, Paesi Bassi, Belgio e Regno Unito.
Considerata da molti una traccia "quasi perfetta", venne accolta positivamente da riviste specialistiche e giornali. Nel 2021 Rolling Stone la inserì nella versione aggiornata della sua celebre lista delle 500 migliori canzoni di sempre. Venne anche inserita al primo posto nella classifica di Billboard delle migliori canzoni disco di sempre stilata nel 2016 dallo stesso Moroder. The Guardian ha inserito la traccia di Donna Summer al quarto posto in una sua classifica del 2020 dedicata alle migliori canzoni piazzatesi al numero 1 nel Regno Unito. Il giornale britannico ha anche stilato due classifiche dedicate alle migliori canzoni di Moroder: in quella del 2015, il brano figura al secondo posto dopo Love to Love You Baby, mentre in quella del 2019 è in cima alla graduatoria. Secondo Forbes, I Feel Love è la ventiduesima canzone disco migliore di sempre.
I Feel Love è uno dei brani inseriti nella Biblioteca del Congresso degli Stati Uniti.
Nel 1977, mentre parlava con David Bowie, il compositore britannico Brian Eno la definì «il suono del futuro» e dichiarò che avrebbe cambiato la musica da club nei 15 anni seguenti.

## Formazione
- Donna Summer: voce
- Les Hurdle: basso elettrico
- Keith Forsey, batteria e percussioni
- Geoff Bastow e Mats Björklund: chitarra
- Robby Wedel: sintetizzatori
- Thor Baldursson: tastiera, arrangiamenti e sintetizzatori

## Tracce

### 45 giri
1. I Feel Love – 5:53
2. Can't We Just Sit Down (And Talk It Over) – 4:25

### 45 giri (promo)
1. I Feel Love – 3:42
2. I Feel Love – 3:42

### Maxi singolo
1. I Feel Love – 8:15
2. Love to Love You – 16:50

### Maxi-singolo -single-side
1. I Feel Love – 8:15
2. Theme from the Deep (Down, Deep Inside) – 6:06

## Classifiche

### Classifiche settimanali
| Classifica (1977)        | Posizione massima |
| ------------------------ | ----------------- |
| Australia                | 1                 |
| Austria                  | 1                 |
| Belgio (Fiandre)         | 1                 |
| Belgio (Vallonia)        | 2                 |
| Canada                   | 4                 |
| Europa                   | 1                 |
| Germania                 | 3                 |
| Irlanda                  | 9                 |
| Italia                   | 1                 |
| Norvegia                 | 8                 |
| Nuova Zelanda            | 2                 |
| Paesi Bassi              | 1                 |
| Regno Unito              | 1                 |
| Spagna                   | 5                 |
| Stati Uniti              | 6                 |
| Stati Uniti (dance club) | 3                 |
| Stati Uniti (R&B)        | 9                 |
| Sudafrica                | 6                 |
| Svezia                   | 5                 |
| Svizzera                 | 2                 |

### Classifiche di fine anno
| Classifica (1977) | Posizione |
| ----------------- | --------- |
| Australia         | 17        |
| Austria           | 6         |
| Belgio (Fiandre)  | 6         |
| Canada            | 55        |
| Germania          | 27        |
| Italia            | 7         |
| Nuova Zelanda     | 20        |
| Paesi Bassi       | 18        |
| Regno Unito       | 7         |

## Cover
- Nel 1984 i Bronski Beat hanno registrato una cover del brano nell'album The Age of Consent.
- Nel 1997 la cantante Vanessa-Mae ha registrato una cover del brano nell'album Storm.
- Nel 2002 Paul Gilbert ha registrato una cover del brano nell'album Burning Organ.
- Nel 2018 la cantante italiana Giorgia ha inciso una sua versione della canzone inserita nell'album Pop Heart.[40] Il 3 maggio 2024 in occasione della cerimonia di premiazione dei David di Donatello 2024, Giorgia ha cantato il brano ricevendo i complimenti per arrangiamento e voce da Moroder, che in quella occasione ha ricevuto il David alla carriera.[41]
- Nel 2019 il cantante britannico Sam Smith incise e pubblicò una cover del brano.[42]
- Nel 2022 Beyoncé campionò una parte del ritornello per il suo brano Summer Renaissance, contenuto nell'album Renaissance.[43] Il brano è stato utilizzato per la campagna pubblicitaria di Tiffany & Co. con protagonista la cantante.[44]
- Nel 2022 la cantante francese Clara Luciani ha inciso una versione in lingua francese dal titolo C'est l'amour, inserita nella riedizione dell'album Cœur.[45]